# Morschach
Morschach ist eine politische Gemeinde im Bezirk Schwyz des Kantons Schwyz in der Schweiz.

## Geographie
Sie liegt oberhalb der Ortschaft Brunnen SZ auf einer natürlichen Terrasse über dem Vierwaldstättersee. Der Ausblick reicht im Südwesten auf die historische Rütliwiese und die Urner Berge, im Nordosten auf den weiten Talkessel von Schwyz.

## Geschichte
1261 wird «Morsacho» erstmals urkundlich erwähnt. Über Morschach führte lange Zeit der Pilger- und Säumerweg über den Gotthard.
Der Ursprung der Feriendestination Morschach liegt in der Belle Epoque. Nach dem Bau der Axenstrasse wurde 1866 von Brunnen her ein Zufahrtssträsschen in den Fels gehauen. 1869 wurde das Grand Hotel Axenstein eröffnet; 1873 folgte mit dem Palace Hotel Axenfels das zweite grosse Luxushotel.
Ab 1905 verkehrte die Brunnen-Morschach-Bahn, eine elektrische Zahnradbahn, zum damals weltbekannten Kurort mit seinen mondänen Hotelpalästen und brachte ein illustres Publikum mit sich, u. a. Königin Victoria von Großbritannien, König Ludwig II. von Bayern oder Winston Churchill. Speziell vor der Jahrhundertwende bis zum grossen Börsencrash im Jahr 1929 galt Morschach für Adelige, Industrielle, Kaufleute und Könige als ein beliebter und nobler Rückzugsort. Es war vorgesehen, die Zahnradbahn sogar bis auf den Fronalpstock zu führen. Dieser Plan wurde aber 1933 durch den Bau der Standseilbahn Schwyz–Stoos vereitelt.
Der Tourismus der Gemeinde am Vierwaldstättersee wurde dann schwer von der Weltwirtschaftskrise und dem Zweiten Weltkrieg getroffen. Das Hotel Axenfels wurde 1947 und das Grandhotel Axenstein 1965 abgebrochen. Dadurch war auch das Schicksal der ohnehin nie besonders gewinnbringenden Zahnradbahn besiegelt. Sie wurde 1968 stillgelegt.
Im Jahr 1982 wurde mit dem Ziel, an die vergangene Epoche anzuschliessen, das erste grössere Hotel Axenfels eröffnet. Es folgten dann weitere umfassende Baumassnahmen. So wurden beispielsweise in mehreren Bauetappen der Freizeitpark, weitere Schlafmöglichkeiten und das Kongresszentrum des Parks realisiert und 1996 fertiggestellt.
Nach und nach entstand daraus schliesslich der heutige Swiss Holiday Park. Er gilt als das grösste Ferienresort der Schweiz und wird von der Schweizer Reisekasse Reka geführt.
2017 ersetzte man die inzwischen in die Jahre gekommene Standseilbahn Schwyz–Stoos durch eine neue Anlage.

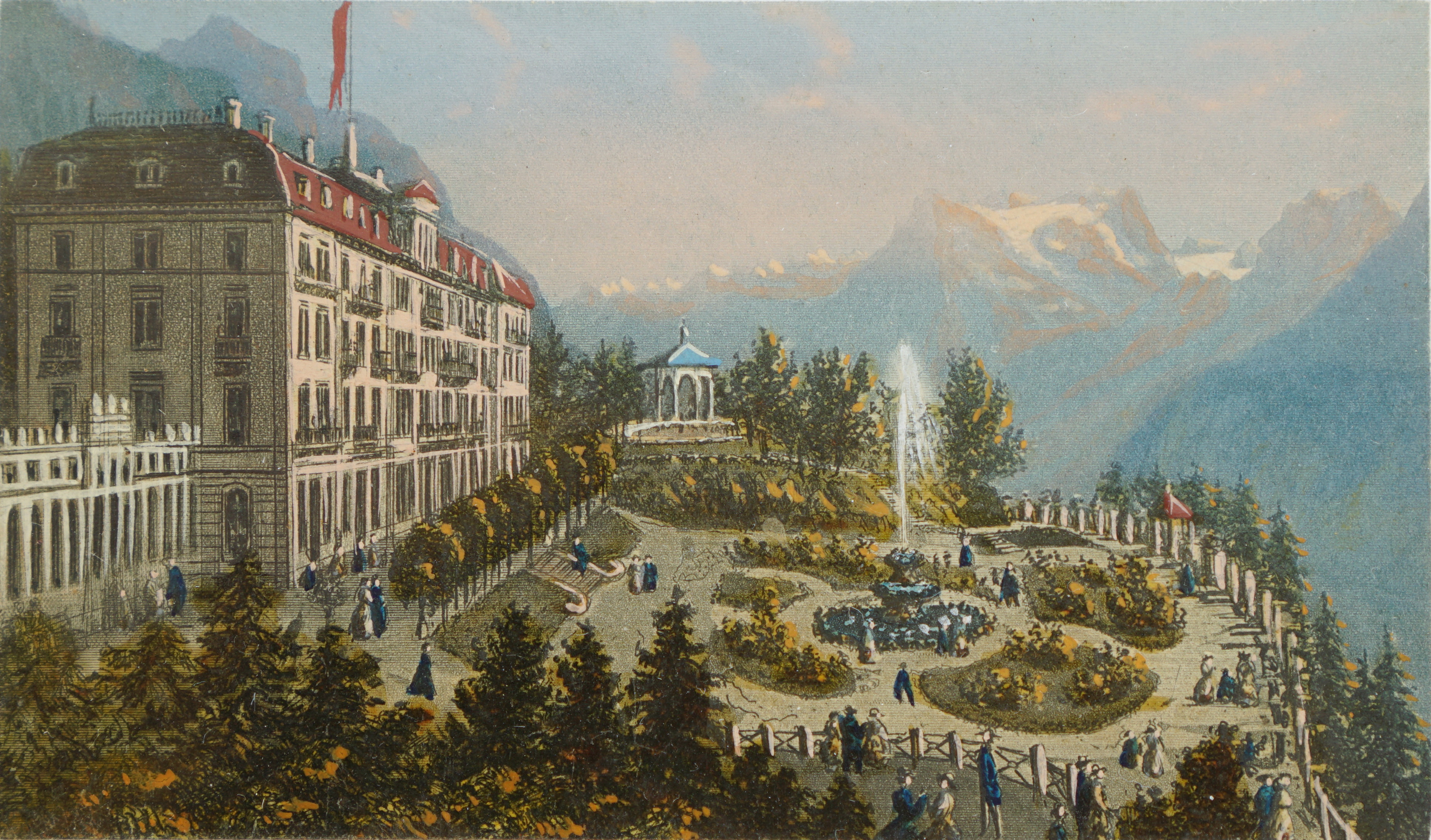
Das Grand Hôtel Axenstein um 1880. Radierung von Heinrich Müller
Historisches Luftbild von Werner Friedli, 1963
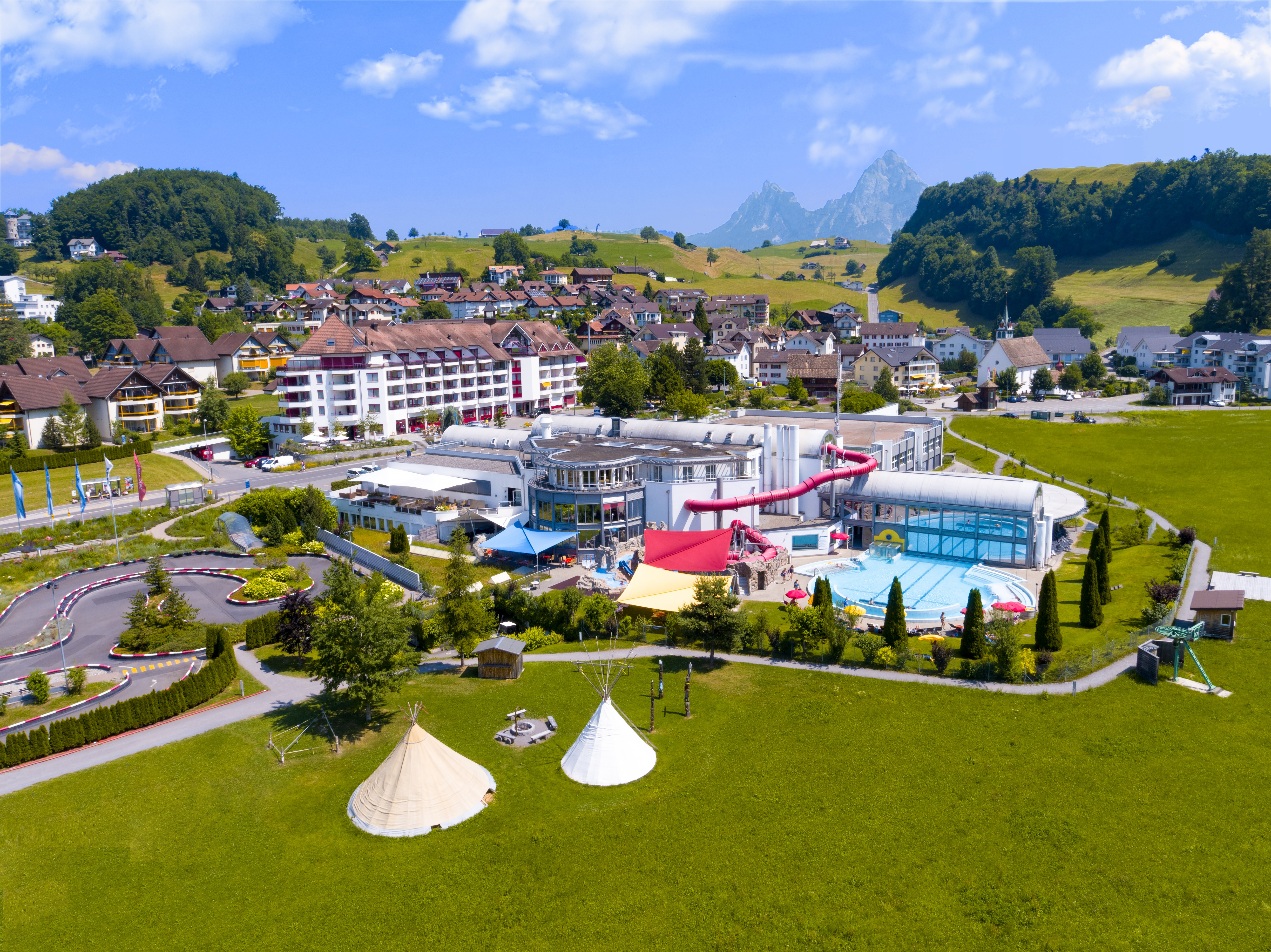
Der Swiss Holiday Park, 2017

## Verkehr
Von Brunnen führt eine zweispurige Nebenstrasse hoch nach Morschach. Sie wird von der Buslinie Nr. 4 Auto AG Schwyz befahren. Von Morschach aus gelangt man per Luftseilbahn Morschach–Stoos zum noch höher gelegenen Skiort Stoos und von dort auf den Fronalpstock (1922 m ü. M.) oder zu Fuss auf dem Weg der Schweiz nach dem Urner Dorf Sisikon. Von Axenstein führen zwei Fusspfade nach Brunnen (Wanderung ca. 40 Minuten).

## Sehenswürdigkeiten
- Haus Tannen von 1341, Baudenkmal und Ferienhaus des Schweizer Heimatschutzes[16]
- Nordwestlich oberhalb des Dorfes liegt der Druidenstein.
- Am Wanderweg hinunter nach Brunnen steht der «Calamestein». Er erinnert an den Maler Alexandre Calame, der um 1850 von hier aus oft Ansichten des Vierwaldstätter- und Urnersees malte.

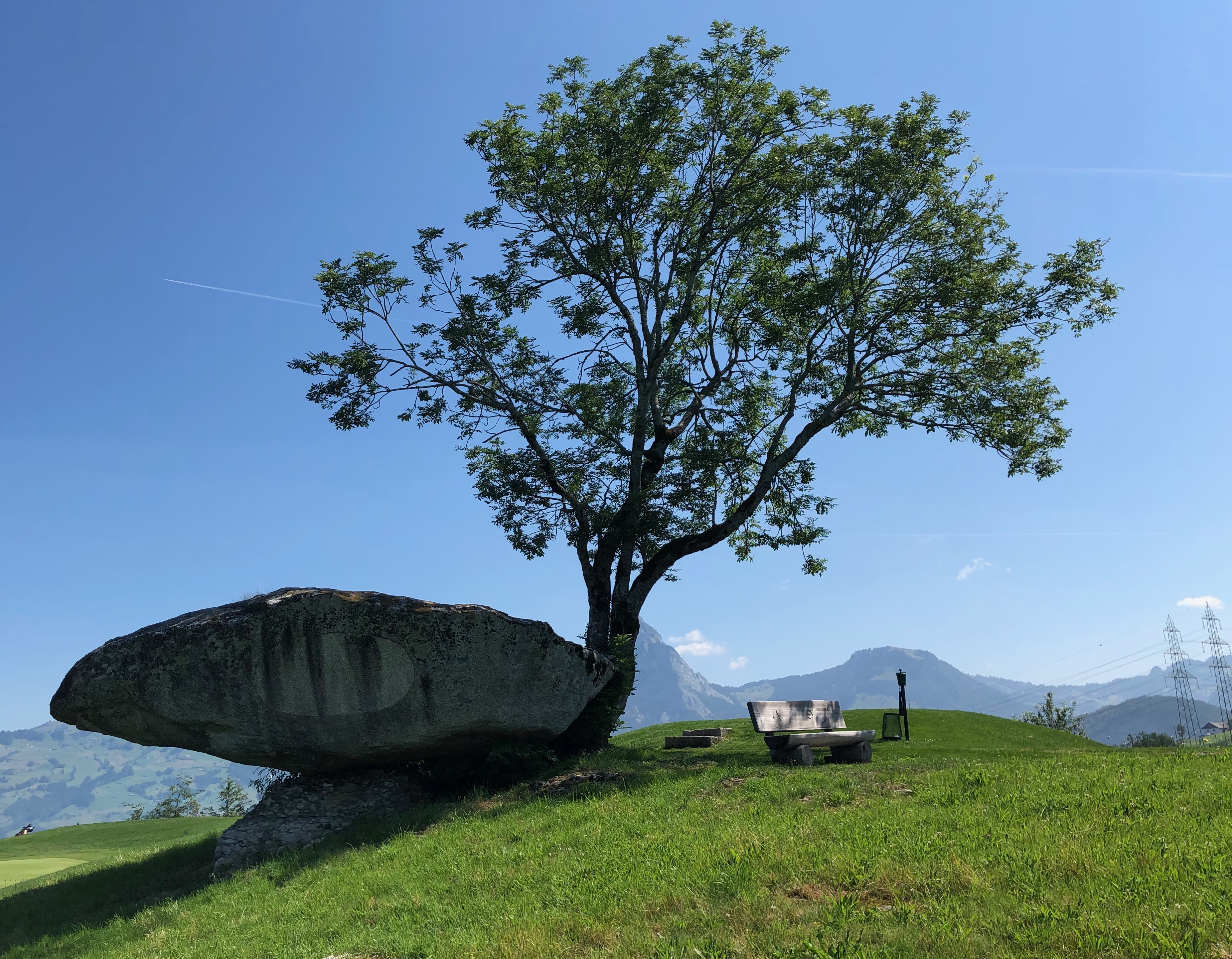
Druidenstein
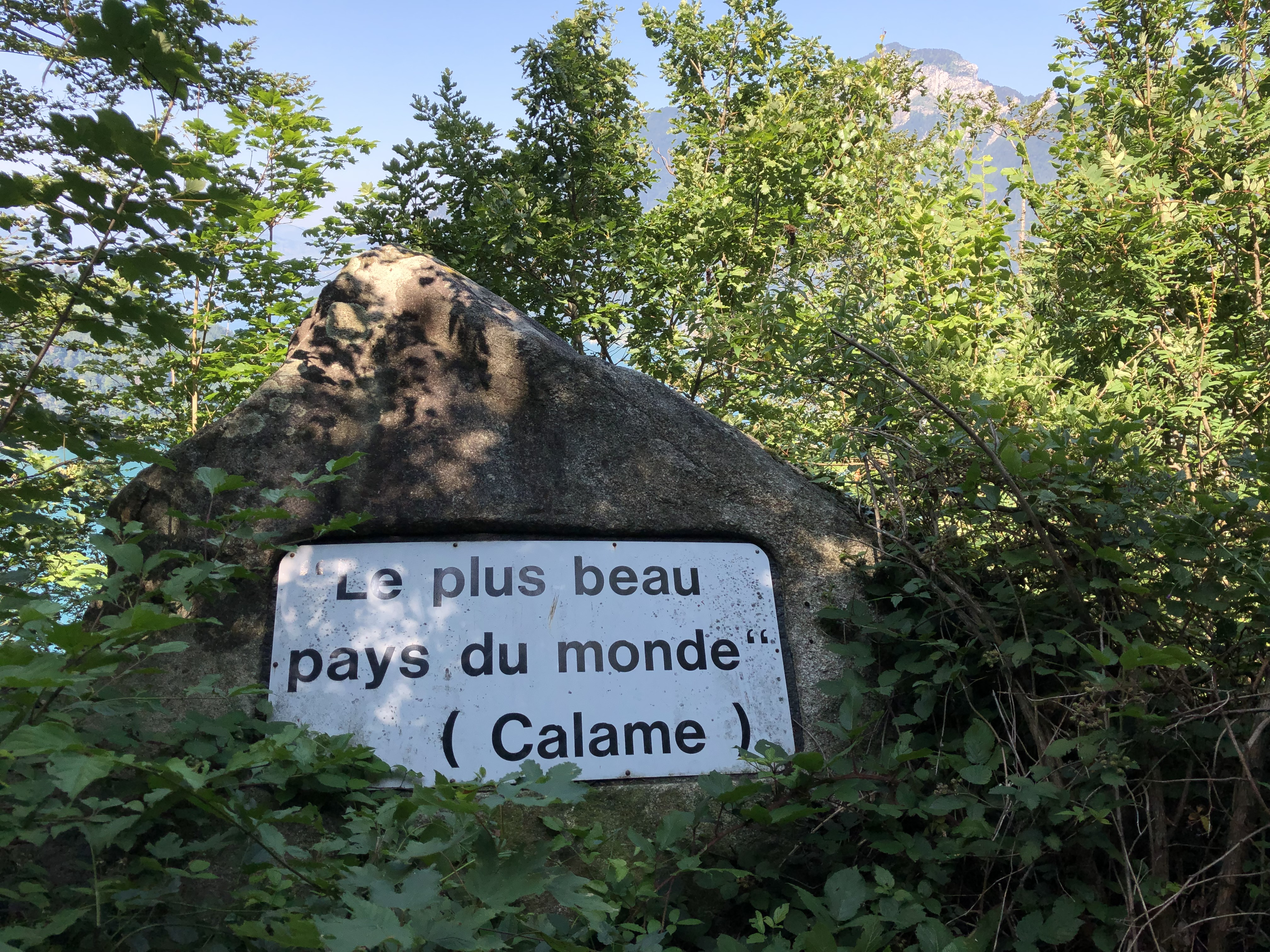
Calamestein
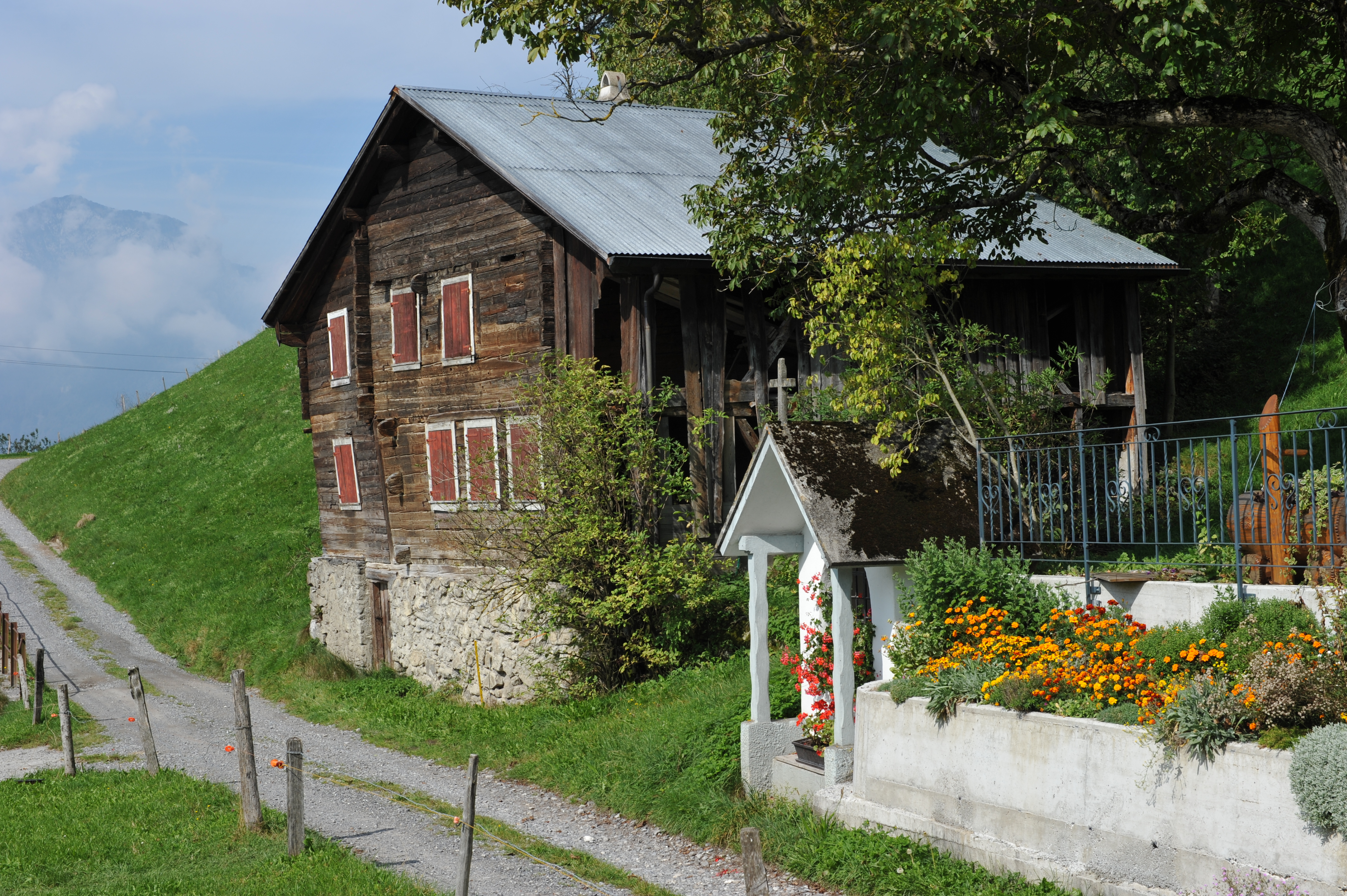
Haus Tannen 2011 vor der Renovation
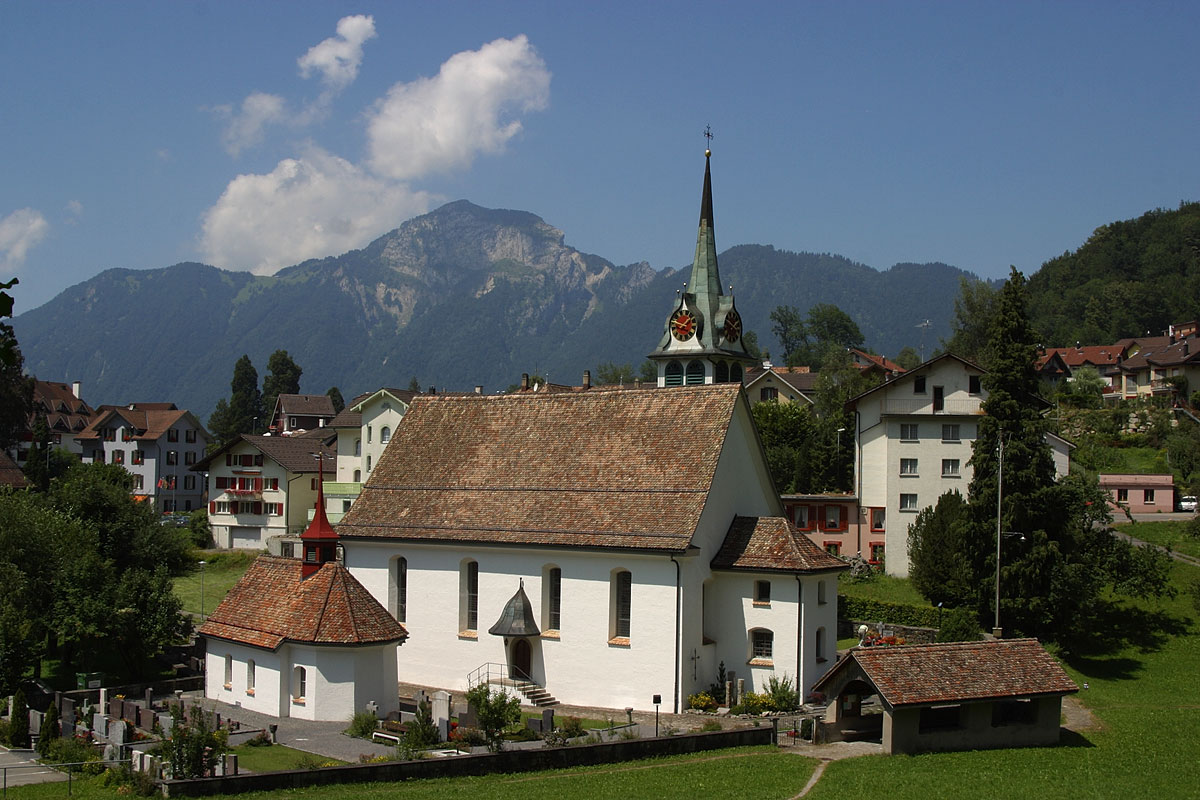
Kirche
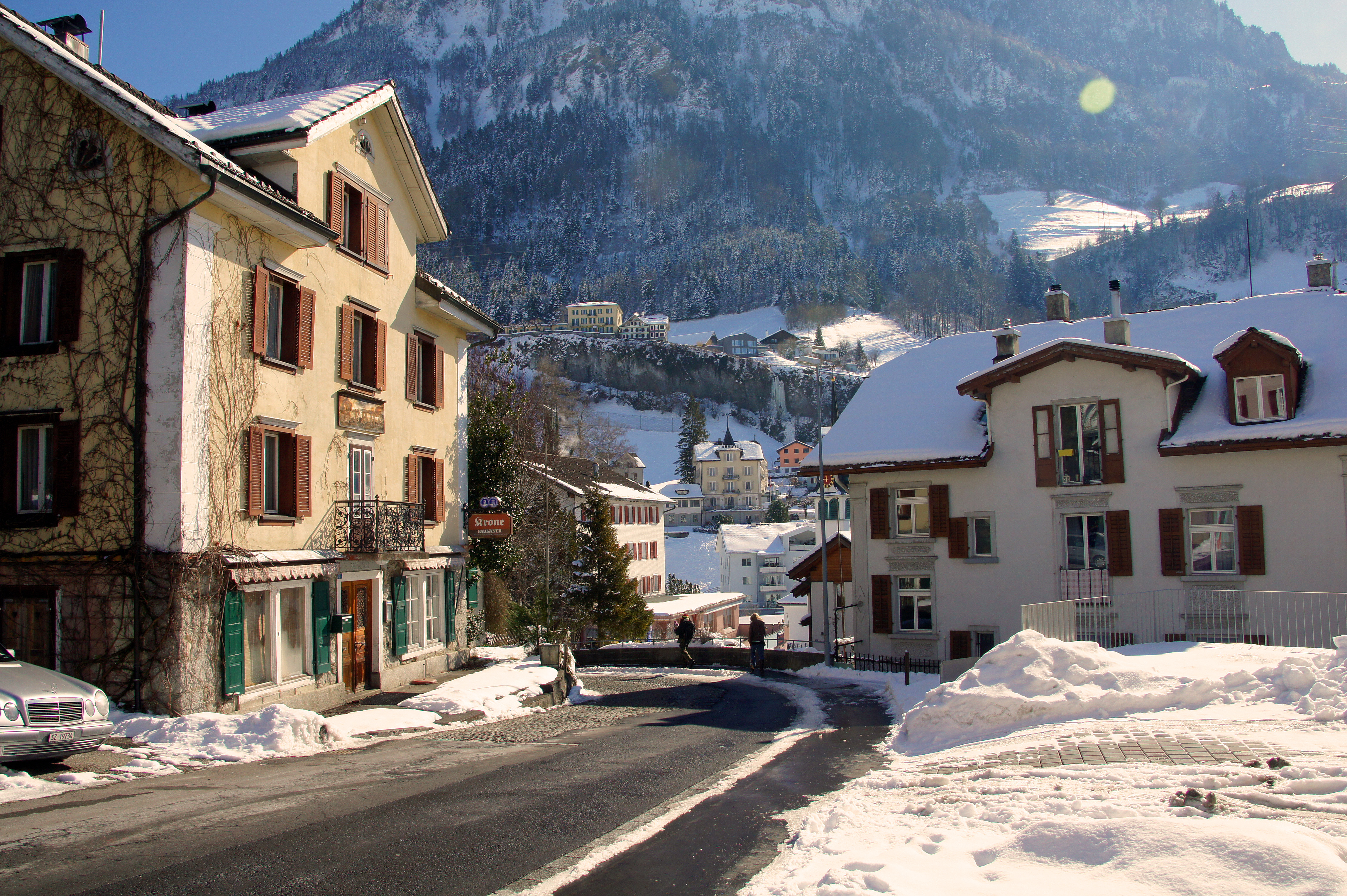
Dorfkern
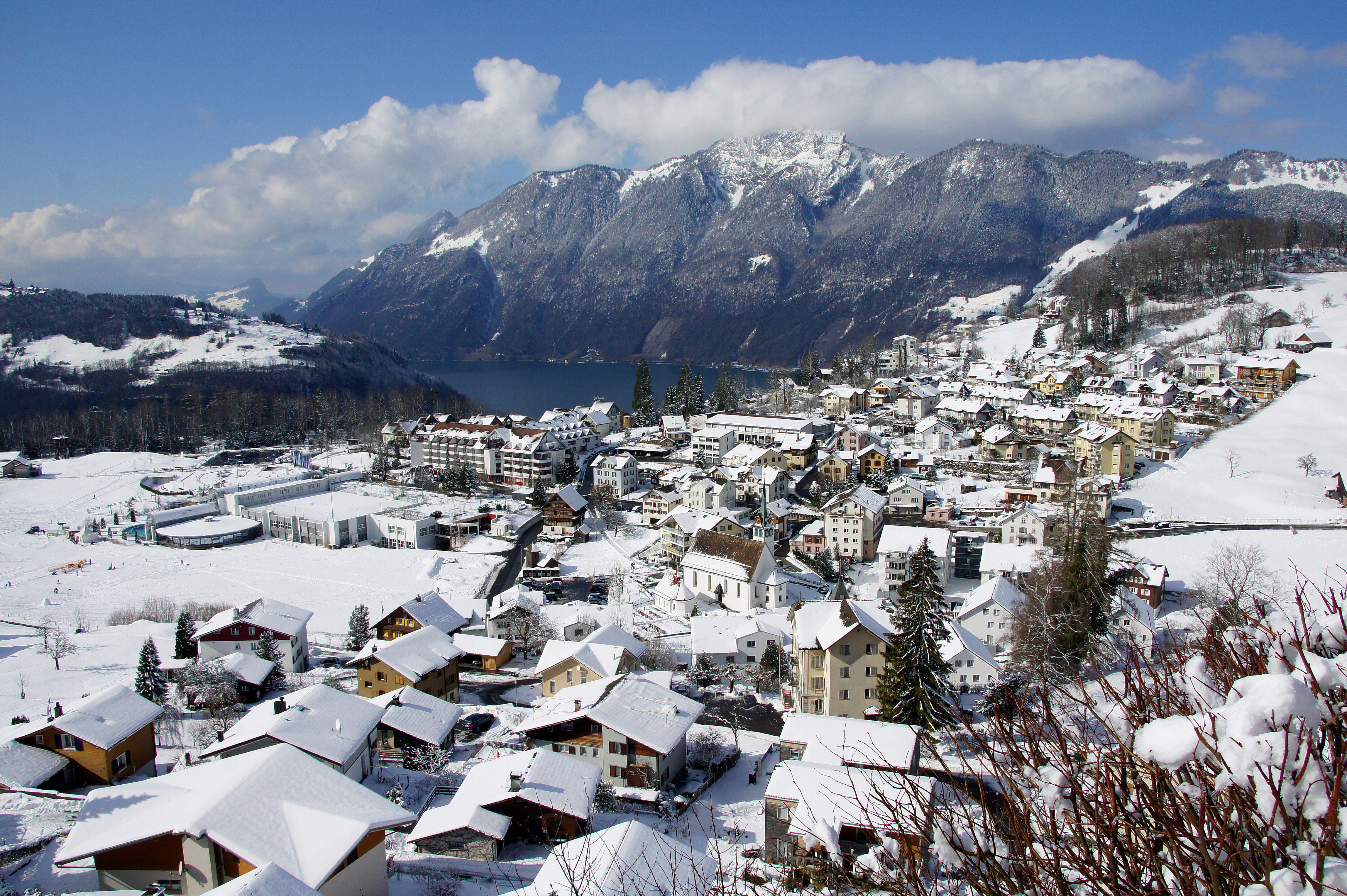
Ansicht im Winter (Strasse nach Degenbalm)

## Persönlichkeiten
- Stefan Wolf (* 1998 in Morschach), Fussballspieler